# Philoria frosti
Philoria frosti es una especie de anfibio anuro de la familia Limnodynastidae.

## Distribución geográfica
Esta especie es endémica del estado de Victoria en Australia. Se encuentra por encima de 1160 m sobre el nivel del mar en la meseta de Baw Baw.

## Etimología
Esta especie lleva el nombre en honor a Charles Frost.

## Publicación original
- Spencer, 1901: Two new species of frogs from Victoria. Proceedings of the Royal Society of Victoria, vol. 13, p. 176-178[4]